# Lepidomyia micheneri
Lepidomyia micheneri är en tvåvingeart som först beskrevs av Fluke 1953.  Lepidomyia micheneri ingår i släktet Lepidomyia och familjen blomflugor.
Artens utbredningsområde är Texas. Inga underarter finns listade i Catalogue of Life.